# Басюк Георгій Петрович
Басюк Георгій Петрович (нар. 6 травня 1938, Синівці) — український скульптор. 
1967 року закінчив відділ ПІМ Львівського інституту декоративного і прикладного мистецтва. Серед викладачів Дмитро Крвавич, Валентин Борисенко. Працює в галузі станкової та монументальної скульптури. Викладає на кафедрі академічного рисунку Львівської національної академії мистецтв.

## Твори
- Пам'ятники загиблим землякам у селах Великі Кусківці (1971)[3], Сидорівка Жидачівського району (1974)[4], у місті Ланівці (1982, архітектор С. Калашник).[5]
- «Будівельниця Ганнуся». 1970, тонований гіпс[6], також шамот, 46×30×27.[7]
- «В полі». 1976, шамот, 67×32×23.[1]
- «На городі». 1976, шамот, 40×42×24.[1]
- Портрет Миколи Кузнецова. 1977, тонований гіпс, 70×34×32.[1]
- Оператор колгоспу Петро Кравчук. 1977, тонований гіпс, 70×34×43.[1]
- «Земля». 1978, тонований бетон, 58×46×25.[7]
- «Дві сестри». 1978, тонований гіпс, 75×40×28.[7]
- «Микола Островський». 1982, тонований гіпс, 115×140×27.[8]
- «Іван Франко», медаль. 1982, бронза, діаметр 12.[9]
- Пам'ятник на місці німецьких розстрілів поблизу села Брониця Львівської області (1985, архітектор Й. Буковинський).[10]
- «Пам'ять Перемоги». 1985, металізований гіпс, 76×62×38.[11]
- «Прометей». 1989, тонований гіпс, 67×75×87.[12]
- «Т. Г. Шевченко», медаль. 1989, бронза, діаметр 14.[12]
- «Демократія». 1996, металізований гіпс, 62×45.[13]